# Ministerio de Industrias (Cuba)
El Ministerio de Industrias de Cuba, conocido por el acrónimo MINDUS, es un ministerio de Cuba creado en 1962. El titular actual del ministerio es Éloy Álvarez Martínez.

## Historia
El Ministerio de Industrias existió en una primera etapa entre 1962 y 1967. Posteriormente, se dividió en varios ministerios dedicados a las labores industriales y así permanecieron hasta 2012. En dicha fecha, se tomó la decisión de reunificar la mayoría de estos ministerios en uno solo de nuevo.

## Ministros

### Primera etapa (1962-1967)
- Ernesto "Che" Guevara (1962-1965) - Sale de Cuba en misión militar
- Joel Domenech Benítez (1965-1967)

### Segunda etapa (2012-actualidad)
- Salvador Pardo Cruz (2012-2019)
- Eloy Álvarez Martínez (2019-en el cargo)